# Demèter
En la mitologia grega, Demèter o Demetra (en grec antic: Δημήτηρ o Δήμητρα, 'dea mare' o potser 'mare distribuïdora', de l'indoeuropeu *dheghom *mhter) és la deessa de l'agricultura, substància pura de la terra verda i jove, vivificadora del cicle de la vida i la mort per sort era, i protectora del matrimoni i la llei sagrada. Els seus dos atributs són l'espiga de blat i la torxa. Era venerada com a portadora de les estacions en un himne homèric, un subtil signe que demostra que era adorada molt abans de l'arribada dels olímpics. Juntament amb la seva filla Persèfone, era també la figura central dels misteris i il·lusions que van precedir al panteó olímpic. És fàcil confondre Demèter amb Gea, amb Rea o amb Cíbele, amb el sobrenom d'Antea. Els epítets de la dea revelen l'amplitud de les seves funcions en la vida grega.
Demèter i Persèfone (també anomenada Core, 'la donzella') solien ser invocades com τὼ θεώ ('les dues deesses'), i així apareixen en les inscripcions en grec lineal B de la Pilos micènica de temps prehel·lènics. És bastant probable que existís una relació amb els cultes a dees de la Creta minoica. En la mitologia romana, s'associava Demèter amb Ceres. Quan se li va donar a Demèter una genealogia, es va dir que era filla de Cronos i Rea, i, per tant, germana gran de Zeus. A les seves sacerdotesses, se'ls donava el títol de Melises.

## El rapte de Persèfone
Persèfone era filla de Zeus i Demèter. En la llegenda més estesa era filla única. Va créixer feliç entre les nimfes, en companyia de les seves germanes, les altres filles de Zeus, Atena i Àrtemis. No li importava el matrimoni fins que el seu oncle Hades es va enamorar d'ella i la va raptar amb l'ajuda de Zeus. El lloc del rapte és normalment el prat d'Enna, a Sicília. En el moment que la noia estava collint un narcís (o un lliri) es va obrir el terra, va aparèixer Hades i se l'emportà al seu regne. Des d'aquell moment va començar per Demèter la llarga recerca de la seva filla, i va recórrer tot el món conegut. Quan Persèfone va desaparèixer per l'abisme, va fer un crit que Demèter va sentir. Hi va acudir, però no hi trobà ningú. Durant nou dies i nou nits, sense menjar ni beure ni banyar-se ni arreglar-se la deessa vagà pel món amb una torxa encesa a cada mà. Al desè dia trobà Hècate, que també havia sentit el crit, però no va veure el raptor. Només Hèlios, el Sol, que ho veu tot podria dir-li el que havia passat. Demèter va decidir no tornar al cel i cercar per tota la terra la seva filla. Va adoptar l'aspecte d'una dona vella i va anar a Eleusis. Allà s'assegué en una pedra que des de llavors se'n va dir "pedra sense alegria" i després va anar al palau de Celeu, el rei del país. Unes dones la van acollir i una d'elles, Iambe, la va fer riure amb les seves bromes. La deessa es va posar al servei de Metanira, esposa de Celeu, que la llogà per fer de dida. Li van confiar Demofó, o en altres versions el petit Triptòlem. La deessa el va voler fer immortal, però no ho va aconseguir per la inoportuna intervenció de Metanira. La deessa es va donar a conèixer i va encarregar a Triptòlem la missió d'estendre pel món el cultiu del blat. Del seu periple per la terra van quedar llegendes per tot Grècia, i molts temples dedicats a la deessa, dels quals s'explicava que s'havien construït en llocs on havia estat ben acollida.

## Demèter i Hades
L'exili de Demèter per la terra va fer que no s'ocupés de les seves obligacions i la terra es va tornar estèril. Per això Zeus va ordenar a Hades que tornés Persèfone a la seva mare. Però ja no era possible, ja que la jove havia trencat el dejuni menjant un gra de magrana durant la seva estada als inferns, i això l'impedia de tornar. Però Demèter i Hades van arribar a un acord amb la intervenció de Zeus: Demèter tornaria al seu lloc a l'Olimp i Persèfone partiria l'any entre l'Hades i la seva mare. Així, cada primavera, Persèfone surt dels estatges subterranis i puja al cel amb els primers brots de la natura, i torna a les ombres a l'època de la sembra. Tot el temps que mare i filla estan separades, la terra es torna estèril, és l'època de l'hivern.

## Demèter i Posidó
Els noms de Demèter i Posidó estan relacionats en les primeres inscripcions en lineal B trobades a Pilos, on apareixen com a PO-SE-DA-WO-NE i DA-MA-TE en el context sagrat de jugar-ho a sort. L'element DA que apareix en tots dos noms està aparentment connectat amb una arrel protoindoeuropea relacionada amb la distribució de terres i honors. Posidó (el nom del qual sembla significar 'consort de la distribuïdora') va perseguir una vegada Demèter, en la seva forma original de dea-euga. Ella es resistí a Posidó, però no pogué amagar el seu origen diví entre els cavalls del rei Oncos. Posidó es transformà en un cavall i la cobrí. Demèter va enfurismar-se (Demèter Erínia) per aquest setge, però va rentar la seva ira al riu Ladó (Demèter Lúsia). Donà a Posidó una filla, el nom de la qual no podia ser pronunciat fora dels misteris d'Eleusis, i un corser de negra crinera anomenat Aríon. A Arcàdia, s'havia adorat històricament Demèter com una deïtat amb cap de cavall.
| «                                                  | La segona muntanya, el mont Eleos, és a uns 30 estadis de Figalea i té una cova consagrada a Demèter Melània ['negra']... els figaleus diuen que aprofitaren la cova consagrada a Demèter i varen col·locar-hi una imatge de fusta. Tenia el cap i els cabells de cavall, i serps i altres bèsties en creixien. El seu xitó li arribava fins als peus, i sostenia un dofí en una mà i un colom en l'altra. Per què feren el xóanon d'aquesta forma hauria d'estar clar per a qualsevol home intel·ligent versat en la tradició. Diuen que l'anomenaren "Negra" perquè la dea duia robes negres. Tanmateix, no poden recordar qui feu aquest xóanon o com va cremar, però quan quedà destruït els figaleus no donaren una nova imatge a la dea i van desatendre llargament les seves festes i sacrificis, fins que finalment l'esterilitat va caure sobre el país. | » |
| — Pausànies, Descripció de Grècia viii.42.1 y sig. | |   |

## Tributs

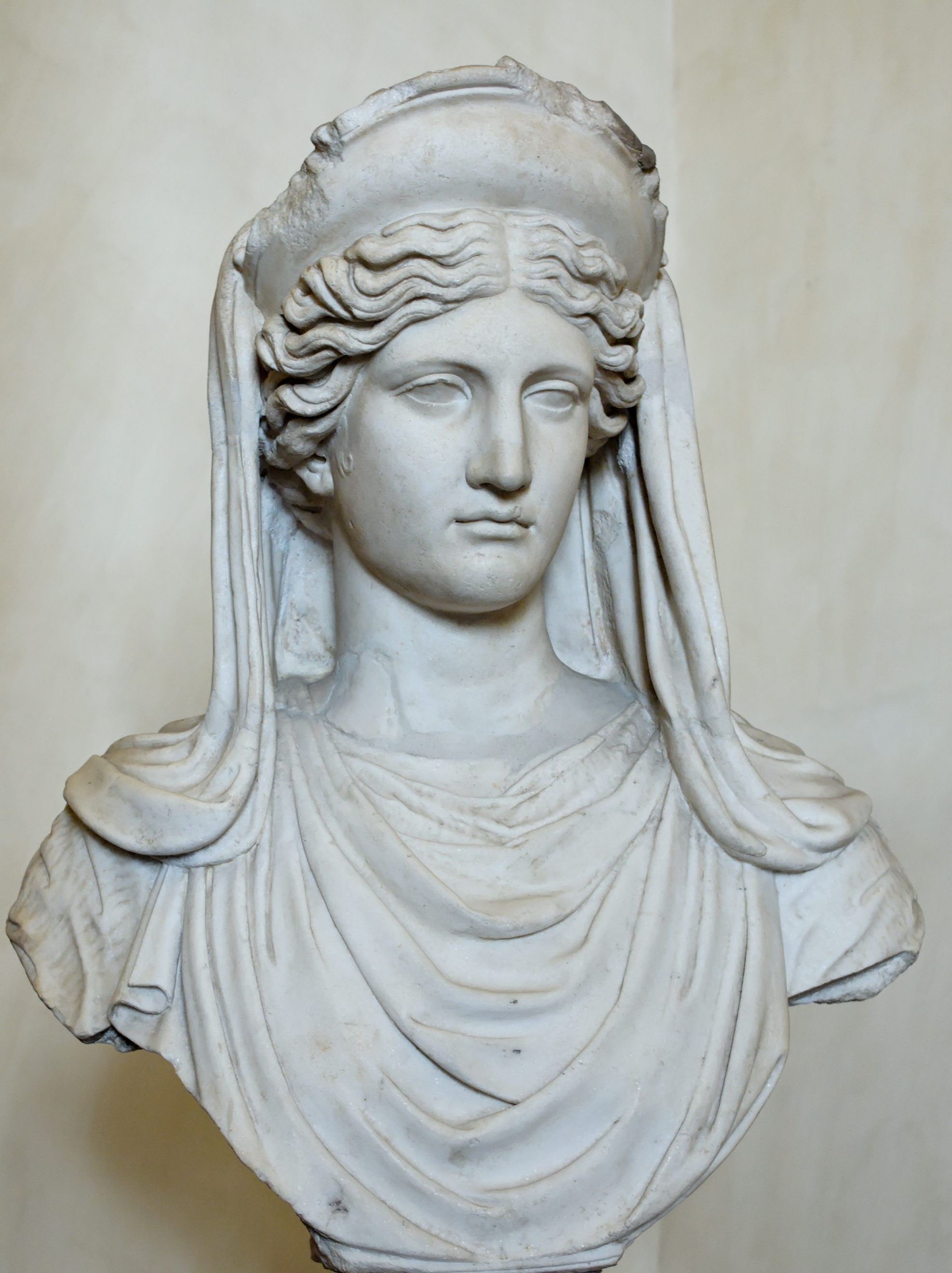
Demèter.

En diversos contexts s'invoca Demèter amb diversos epítets:
- Anesidora (Ανησιδωρα, 'donadora de dons de la terra').[2]
- Amfictíone (αμφικτιονία, 'fundació conjunta') en referència al primer lloc de reunió de la lliga del Peloponès a la ciutat tessàlia d'Antela, que passà a alternar-se a partir del segle vii aC amb el santuari de Delfos.
- Cabíria (Καβειραιη), un nom prehel·lènic de significat incert.
- Cidària (Κιδαριη).[3]
- Cloe (Χλοη, 'el brot verd') pels seus poders de fertilitat i eterna joventut.[4]
- Ctònia (Χθονια, 'de la terra').[5]
- Erínia (Ερινυς, 'implacable').[6]
- Lúsia (Λουσιη, 'bany').[7]
- Malóforos (Μαλοφορος, 'portadora de pomes' o 'portadora d'ovelles').[8]
- Pòtnia (Πωτνια, 'senyora') en l'himne homèric a Demèter.
- Termàsia (Θερμασια, 'calidesa').[9]
- Tesmòfora (Θεσμοφορος, 'donadora d'hàbits' o àdhuc 'legisladora'), un paper que la lliga a l'antiga dea Temis. Aquest epítet estava connectat amb les tesmofòries, una festa atenenca de rituals secrets exclusivament femenins relacionats amb els costums nupcials.